# Christoph Bautz (Schauspieler)

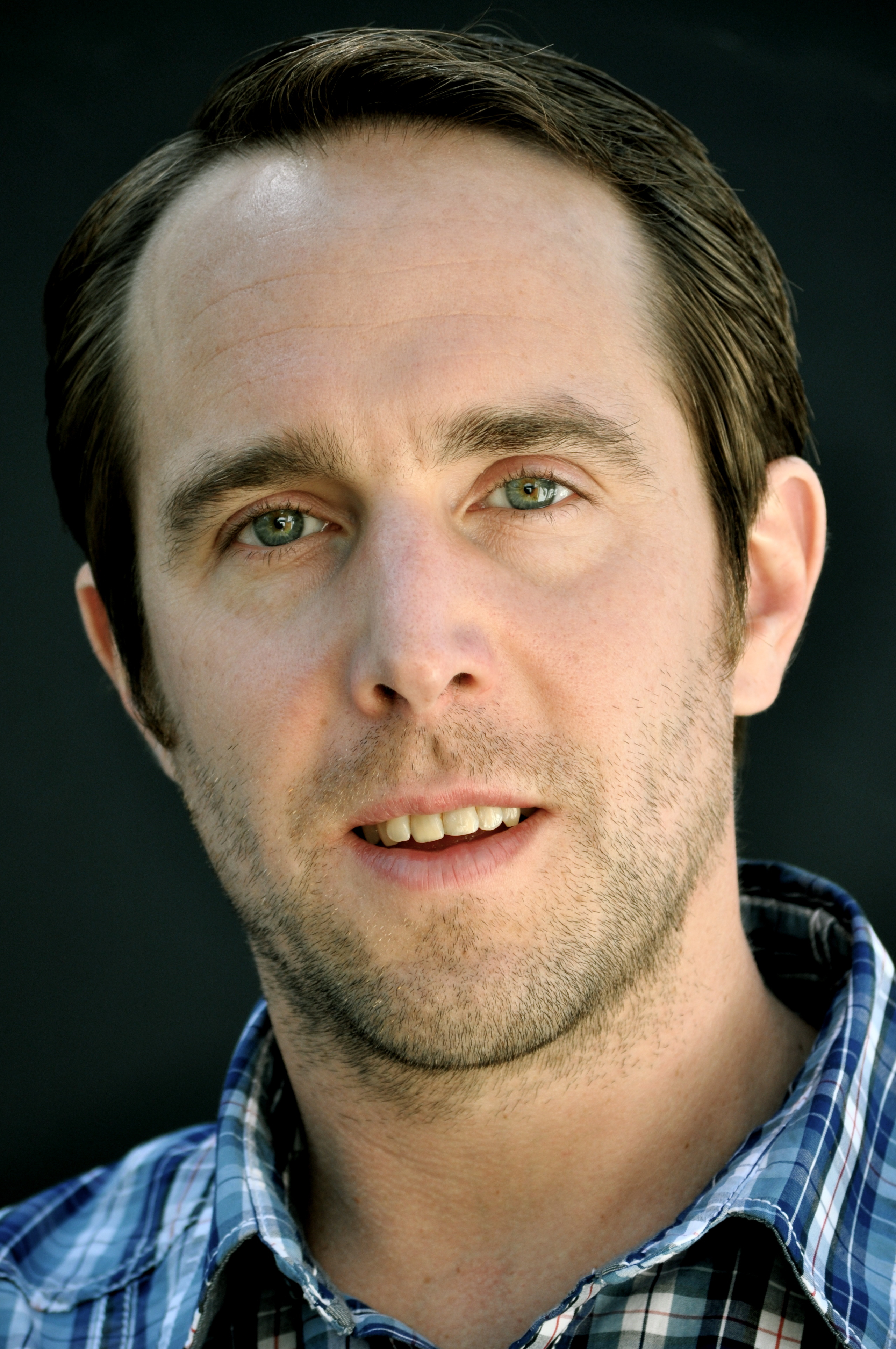
Christoph Bautz, 2011

Christoph Georg Bautz (* 3. Dezember 1978 in Hadamar) ist ein deutscher Schauspieler.

## Leben und Werk
Christoph Bautz wuchs in Irmtraut im Westerwald auf, er besuchte das Konrad-Adenauer Gymnasium Westerburg, wo er 1998 sein Abitur ablegte. Nach und während des Zivildienstes war Christoph Bautz Eleve an den Bühnen der Stadt Köln. 2001 begann er die Schauspielausbildung an der Theaterakademie Köln, die er 2005 abschloss.
Schauspielerengagements hatte er unter anderem im Theater im Rathaus Essen, im Theater im Depot Dortmund, in der Kammeroper Köln und der Comedia Theater Köln.
Erste Rollen erhielt er in Fernsehserien wie der Die Camper, Lindenstraße, in der Serie Wilsberg und in dem RTL-Film Der Blender. 2018 war er im Tatort: Kopper und der Sat1-Serie Einstein zu sehen.
Bautz gewann 2012 als Mitglied des Ensembles von SKY Nordpol den First Steps Award. Seit 2014 ist er Festivalmoderator beim Filmfestival Max Ophüls Preis in Saarbrücken. 
Mit seinem Namensvetter Christoph Bautz von Campact hat er eine Interviewreihe gestartet. Er lebt mit Frau und zwei Kindern im Hachenburger Westerwald.

## Filmografie (Auswahl)
- 1998: Die Camper – Platz am See
- 1999: INA&LEO
- 2002: Alarm für Cobra 11 – Die Clique
- 2003: Wilsberg – Tod einer Hostess (Fernsehserie)
- 2008: Lindenstraße – Suche Klima, biete Schutz
- 2010: Der Blender
- 2011: Heiter bis tödlich – Henker und Richter
- 2012: Wilsberg – Aus Mangel an Beweisen
- 2016: Marie Brand und die rastlosen Seelen
- 2016: Lindenstraße
- 2016: Flucht ist Flucht ist Flucht (360 Grad)
- 2018: Tatort: Kopper
- 2018: Einstein
- 2019: Tatort: Der Pakt
- 2019: Heldt
- 2019, 2020: SOKO Köln
- 2020: Enfant Terrible
- 2019: Der Staatsanwalt
- 2022: Tatort: In seinen Augen

## Musikvideos (Auswahl)
- 2021: Teuer – Heimlich-Still-Leise
- 2022: Teuer – SUV

## Theaterengagements (Auswahl)
- Theater im Rathaus Essen, Das hat man nun davon
- Halle 32 Gummersbach, Bleib dran!
- Comedia Köln, Theater im Depot Dortmund Play Sisiphos
- Kammeroper Köln, Ein Herz und eine Seele
- Artefacting New York, Citizens vs. work
- Freilichtwandertheater Alfter